# Jean Cau (wioślarz)
Jean Baptiste Albert Joseph "Jean" Cau (ur. 27 marca 1875 w Tourcoing, zm. w 1921) – francuski wioślarz, złoty medalista olimpijski.
Wystąpił na igrzyskach olimpijskich w Paryżu w 1900, gdzie Francuzi w składzie: Henri Bouckaert, Jean Cau, Émile Delchambre, Henri Hazebrouck i sternik Charlot zdobyli złoty medal w czwórkach ze sternikiem. 